# Josep Maria Rodà i Carós
Josep Maria Rodà i Carós   (Barcelona, c. 1935) és un antic pilot de motociclisme català. Disputà sis vegades les 24 Hores de Montjuïc (de 1955 a 1961) i fou tercer, amb Manuel Relats, a l'edició del 1957. Guanyà la I Pujada a Sant Feliu de Codines i fou campió d'Espanya de velocitat de 250cc, en categoria d'aficionats, l'any 1959.